# Природні пластові вуглеводневі гази
Природні пластові вуглеводневі гази (рос. природные пластовые углеводородные газы; англ. native hydrocarbon gases, нім. natürliche Schichtkohlenwasserstoffgase n pl) — гази газових і нафтових родовищ — багатокомпонентні системи, які містять в основному насичені вуглеводні — легкі (С1–С4) і в невеликих кількостях важчі, а також азот (0,1 — 20 % і більше), діоксид вуглецю, рідкісні гази, іноді сірководень і ін. 
В літературі часто під природними розуміються тільки гази газових і газоконденсатних покладів; газ, що виділяється із нафти (розчинений у нафті) і газ газових шапок називають нафтовим. В процесі розробки покладів усіх типів, які містять газ, відбувається в тій або іншій мірі зміна складу газів. Син. — природні пластові гази.